# 新春・美しき百人一首への旅
『美しき百人一首への旅』（うつくしきひゃくにんいっしゅへのたび）は、2012年から放送されている新春特別15分番組。2021年までは『新春・美しき百人一首への旅』。
紀行・ドキュメンタリー・教養番組である。

## 番組概要
毎回「百人一首」の中からいくつかの歌を選び、その歌や歌人のゆかりの地、景観などを紹介する。
タレントなどの出演はなく、撮影地でのインタビューなどもない。
神社仏閣が撮影地の場合、逢瀬の和歌編（2017年新春番組・第6回）以降の回では最後に御朱印（ごしゅいん）が表示される。
紹介に使われる札は、京都大石天狗堂の光琳かるたである。

## 放送ラインナップ
表は左より「百人一首の札番号」「歌人」「歌」「撮影地」である。
第5回（2016）より各回に設けられたテーマの紹介をする映像がある。
天橋立編（2012年新春番組・第1回）　
| 60 | 小式部内侍   | 大江山 いく野の道の 遠ければ まだふみもみず 天の橋立          | 天橋立 |
| 60 | 小式部内侍   | 大江山 いく野の道の 遠ければ まだふみもみず 天の橋立          | 生野   |
| 17 | 在原業平朝臣 | 千早ぶる 神代もきかず 龍田川 からくれなゐに 水くくるとは      | 竜田川 |
| 74 | 俊頼朝臣     | うかりける 人を初瀬の 山おろしよ はげしかれと は 祈らぬものを | 長谷寺 |

随心院編　もしくは随身院編（2013年新春番組・第2回）
| 9  | 小野小町   | 花の色は うつりにけりな いたづらに わが身世にふる ながめせしまに | 随心院     |
| 2  | 持統天皇   | 春すぎて 夏来にけらし 白妙の 衣ほすてふ 天の香具山               | 藤原京跡   |
| 98 | 従二位家隆 | 風そよぐ ならの小川の 夕暮れは みそぎぞ夏の しるしなり ける      | 上賀茂神社 |

紫式部編（2014年新春番組・第3回）
| 61 | 伊勢大輔 | いにしへの 奈良の都の 八重桜 けふ九重に にほひぬる かな          | 奈良公園     |
| 61 | 伊勢大輔 | いにしへの 奈良の都の 八重桜 けふ九重に にほひぬる かな          | 平城京跡     |
| 57 | 紫式部   | めぐり逢ひて 見しやそれとも わかぬ間に 雲がくれにし 夜半の月かな | 廬山寺       |
| 74 | 源兼昌   | 淡路島かよふ千鳥の鳴く声にいく夜寝ざめね 須磨の関守              | 須磨の浦     |
| 74 | 源兼昌   | 淡路島かよふ千鳥の鳴く声にいく夜寝ざめね 須磨の関守              | 須磨の浦公園 |
| 74 | 源兼昌   | 淡路島かよふ千鳥の鳴く声にいく夜寝ざめね 須磨の関守              | 関守稲荷神社 |

藤原定家編（2015年新春番組・第4回）
| 65 | 相模         | 恨みわび ほさぬ袖だに あるものを 恋に朽 ちなむ 名こそ惜しけれ | 箱根神社        |
| 97 | 権中納言定家 | 来ぬ人を まつほの浦の 夕なぎに 焼くや 藻塩の 身もこがれつつ   | 淡路島 松帆の浦 |
| 26 | 貞信公       | 小倉山 峰のもみぢ葉 心あらば 今ひとたびの みゆき待たなむ      | 小倉山          |

逢坂の関編（2016年新春番組・第5回）
テーマ撮影地：逢坂の関記念公園
| 10 | 蝉丸       | これやこの 行くも帰るも 別れては 知るも知らぬも 逢坂の関 | 関蝉丸神社上社 |
| 10 | 蝉丸       | これやこの 行くも帰るも 別れては 知るも知らぬも 逢坂の関 | 関蝉丸神社下社 |
| 62 | 清少納言   | 夜をこめて 鳥の空音は はかるとも よに逢坂の 関は許さじ   | 泉涌寺         |
| 62 | 清少納言   | 夜をこめて 鳥の空音は はかるとも よに逢坂の 関は許さじ   | 誓願寺         |
| 25 | 三条右大臣 | 名にし負はば逢坂山のさねかづら人に知られで来るよしもがな | 宮道神社       |
| 25 | 三条右大臣 | 名にし負はば逢坂山のさねかづら人に知られで来るよしもがな | 勧修寺         |

逢瀬の和歌編（2017年新春番組・第6回）
テーマ撮影地：不明　十二単姿があり、エンドロールより「NPO法人衣紋道 雅ゆき」での撮影と思われる。
| 53 | 右大将道綱母 | 歎きつつ ひとり寝る夜の 明くる間は いかに久しき ものとかは知る   | 石山寺       |
| 52 | 藤原道信朝臣 | 明けぬれば 暮るるものとは 知りながら なほ恨めしき あさぼらけかな | 石清水八幡宮 |
| 85 | 俊恵法師     | 夜もすがら 物思ふころは 明けやらで閨のひまさへ つれなかりけり    | 東大寺       |
| 85 | 俊恵法師     | 夜もすがら 物思ふころは 明けやらで閨のひまさへ つれなかりけり    | 福田寺       |

難波の恋歌編（2018年新春番組・第7回）
テーマ撮影地：難波宮跡公園・みをつくし（浜松市北区）
| 19 | 伊勢         | 難波潟 みじかき芦の ふしの間も 逢はでこの世を 過ぐしてよとや   | 伊勢寺 |
| 20 | 元良親王     | わびぬれば 今はた同じ 難波なる みをつくしても 逢はむとぞ思ふ   | 醍醐寺 |
| 88 | 皇嘉門院別当 | 難波江の 芦のかりねの ひとよゆゑ みをつくしてや 恋ひわたるべき | 東福寺 |

宇治編（2019年新春番組・第8回）
テーマ撮影地：宇治川（鵜飼）・通圓・宇治茶生産地
| 8  | 喜撰法師     | わが庵は 都のたつみ しかぞすむ 世をうぢ山と 人はいふなり       | 宇治神社   |
| 8  | 喜撰法師     | わが庵は 都のたつみ しかぞすむ 世をうぢ山と 人はいふなり       | 宇治上神社 |
| 64 | 藤原清輔朝臣 | ながらへば またこのごろや しのばれむ 憂しとみし世ぞ 今は恋しき | 橋寺       |
| 84 | 権中納言定頼 | 朝ぼらけ 宇治の川霧 たえだえに あらはれわたる 瀬々の網代木     | 平等院     |

五節舞編　もしくは僧正遍照編（2020年新春番組・第9回）
テーマ：五節の舞（女人舞楽 原笙会による）
テーマ撮影地：沙沙貴神社
| 12 | 僧正遍昭 | 天つ風 雲のかよひぢ 吹きとぢよ をとめの姿 しばしとどめむ | 沙沙貴神社     |
| 12 | 僧正遍昭 | 天つ風 雲のかよひぢ 吹きとぢよ をとめの姿 しばしとどめむ | 吉水神社       |
| 12 | 僧正遍昭 | 天つ風 雲のかよひぢ 吹きとぢよ をとめの姿 しばしとどめむ | 勝手神社       |
| 12 | 僧正遍昭 | 天つ風 雲のかよひぢ 吹きとぢよ をとめの姿 しばしとどめむ | 天河大辨財天社 |
| 12 | 僧正遍昭 | 天つ風 雲のかよひぢ 吹きとぢよ をとめの姿 しばしとどめむ | 元慶寺         |
| 12 | 僧正遍昭 | 天つ風 雲のかよひぢ 吹きとぢよ をとめの姿 しばしとどめむ | 雲林院         |
| 12 | 僧正遍昭 | 天つ風 雲のかよひぢ 吹きとぢよ をとめの姿 しばしとどめむ | 遍照墓         |

日本人と富士と桜　編（2021年新春番組・第10回）
テーマ：富士山・桜
テーマ撮影地：大覚寺(桜)・円泉寺（コノハナサクヤヒメ）他、富士山
| 4  | 山部赤人 | 田子の浦に うち出でてみれば 白妙の 富士の高嶺に 雪は降りつつ | 山部神社               |
| 4  | 山部赤人 | 田子の浦に うち出でてみれば 白妙の 富士の高嶺に 雪は降りつつ | 赤人寺                 |
| 33 | 紀友則   | ひさかたの 光のどけき 春の日に 静心なく 花の散るらむ         | 旧嵯峨御所大本山大覚寺 |

比叡山編（2022年新春番組・第11回）
テーマ・撮影地：比叡山延暦寺
| 70 | 良暹法師     | 寂しさに 宿を立ち出でて 眺むれば いづこも同じ 秋の夕暮れ | 大原野村町 飯導寺神社 |
| 82 | 道因法師     | 思ひわび さても命は あるものを 憂きに堪へぬは 涙なりけり | 住吉大社              |
| 95 | 前大僧正慈円 | おほけなく うき世の民に おほふかな わがたつ杣に 墨染の袖 | 青蓮院門跡            |
| 95 | 前大僧正慈円 | おほけなく うき世の民に おほふかな わがたつ杣に 墨染の袖 | 慈圓山安養寺          |

日記文学と歌人 編（2023年新春番組・第12回）
テーマ・撮影地：日記文学と歌人
| 56 | 和泉式部 | あらざらむ 此の世のほかの 思ひ出に 今ひとたびの 逢ふこともがな | 貴船神社 |
| 56 | 和泉式部 | あらざらむ 此の世のほかの 思ひ出に 今ひとたびの 逢ふこともがな | 誓願寺   |
| 56 | 和泉式部 | あらざらむ 此の世のほかの 思ひ出に 今ひとたびの 逢ふこともがな | 誠心院   |
| 35 | 紀貫之   | 人はいさ 心もしらず ふるさとは 花ぞ昔の 香ににほひける         | 長谷寺   |
| 35 | 紀貫之   | 人はいさ 心もしらず ふるさとは 花ぞ昔の 香ににほひける         | 京都御苑 |

紫式部ゆかりの歌人たち 編（2024年新春番組・第13回）
テーマ撮影地：廬山寺
| 27 | 中納言兼輔 | みかの原 わきて流るる 泉川 いつ見きとてか 恋しかるらむ         | 恭仁宮跡                         |
| 58 | 大弐三位   | 有馬山 猪名の笹原 風吹けば いでそよ人を 忘れやはする           | 昆陽池公園                       |
| 58 | 大弐三位   | 有馬山 猪名の笹原 風吹けば いでそよ人を 忘れやはする           | 瑞ヶ池公園（猪名の笹原モデル園） |
| 14 | 河原左大臣 | みちのくの しのぶもぢすり 誰ゆゑに 乱れそめにし われならなくに | 清凉寺                           |

かるたの聖地 大津 編（2025年新春番組・第14回）
テーマ撮影地：大津市（びわ湖大津プリンスホテル（協力テロップより）・関蝉丸神社・石山寺・比叡山延暦寺）
| 1  | 天智天皇     | 秋の田の かりほの庵の 苫を荒みわが衣手は 露にぬれつつ | 近江神宮     |
| 66 | 前大僧正行尊 | もろともに あはれと思へ 山桜花よりほかに 知る人もなし | 三井寺       |
| 66 | 前大僧正行尊 | もろともに あはれと思へ 山桜花よりほかに 知る人もなし | 大峯山龍泉寺 |

## ナレーション
- 東海林舞（2012-2016）
- 津野しの（2017・2018）
- 大武芙由美（2019・2020）
- 小椋恵子（2021）
- 隆麻衣子（2022-）[8]

## スタッフ
第1回（2012）～第4回（2015）
- 演出：街風統雄（2012・2013）・加藤由里子・日下まどか（2015）
- 撮影：野澤慎二
- 撮影助手：松山智
- 題字：宮下星芒
- MA：宮下友昭
- プロデューサー：道海幸子・高橋俊之（2012・2014-2015）・池脇達也（2014）・長谷川友紀（2014・2015）
- 制作協力：株式会社ディスクベリー・ドットコム
- 製作著作：株式会社TBSサービス

第5回（2016）～
- 構成・演出：淡野宗彦
- 撮影：杉山徹
- 技術：城戸秀道（2017-）・木内光（2016）・西本哲（2016）
- 編集：原由起子・藤原陽一郎（2020･2024-）・樋口学（2021）・荒井優祈（2022・2023）
- MA：白井康之（2016・2017）・長谷川巧（2018・2021）・吉沼秀夫（2019・2022）・藤原淳平（2020）・熊谷翔太（2023）・秋本佳奈(2024)・小長谷啓太(2025)
- 選曲・効果：金成謙二(2016-2023)・ドンカンパニー(2024-)
- プロデューサー：道海幸子・高橋俊之（2016-2019・2021）・長谷川友紀（2022-）・岡島直輝（2022）・長井友紀（2023-）・鹿島大悟（2025）
- AP：岡島直輝（2021）
- 技術協力：TOYBOX・Becrux・プロセンスタジオ
- 制作協力：株式会社メディアレベル
- 製作著作：株式会社TBSサービス（2016-2019）・株式会社TBSグロウディア（2020-）・・・東京放送ホールディングスの再編に伴う合併のため[9]

## 地上波ネット局
| 北海道 | 北海道放送                 | HBC  |
| 秋田   | 秋田放送                   | ABS  |
| 青森   | 青森テレビ                 | ATV  |
| 鳥取   | 山陰放送                   | BSS  |
| 愛知   | CBCテレビ                  | CBC  |
| 岩手   | IBC岩手放送                | IBC  |
| 愛媛   | あいテレビ                 | ITV  |
| 京都   | 京都放送                   | KBS  |
| 高知   | テレビ高知                 | KUTV |
| 鹿児島 | 南日本放送                 | MBC  |
| 石川   | 北陸放送                   | MRO  |
| 宮崎   | 宮崎放送                   | MRT  |
| 東京   | メトロポリタンテレビジョン | MXTV |
| 大分   | 大分放送                   | OBS  |
| 沖縄   | 琉球放送                   | RBC  |
| 広島   | 中国放送                   | RCC  |
| 福岡   | RKB毎日放送                | RKB  |
| 熊本   | RKK熊本放送                | RKK  |
| 岡山   | RSK山陽放送                | RSK  |
| 長野   | 信越放送                   | SBC  |
| 静岡   | 静岡放送                   | SBS  |
| 兵庫   | サンテレビジョン           | SUN  |
| 宮城   | 東北放送                   | TBC  |
| 福島   | テレビユー福島             | TUF  |
| 富山   | チューリップテレビ         | TUT  |
| 山形   | テレビユー山形             | TUY  |
| 神奈川 | テレビ神奈川               | TVK  |
| 山梨   | テレビ山梨                 | UTY  |
| 群馬   | 群馬テレビ                 | GTV  |
| 栃木   | とちぎテレビ               | GYT  |
| 埼玉   | テレビ埼玉                 | TVS  |

局により放送日・放送時間は異なるが、例年1月1日～7日に放送される。また局により放送回数は異なる。
2017年新春番組放送予定・2020年新春番組放送予定については撮影協力より参照。
TBSのグループ会社が制作していることもあってか、関東関西の独立局や秋田県のようなTBS系列局がない県以外では基本的にTBS系列局での放送となっている。